# EP 2
EP 2 (reso graficamente come EP ††) è il secondo EP del gruppo musicale statunitense Crosses, autoprodotto e pubblicato il 24 gennaio 2012.

## Descrizione
Come quanto successo con il primo EP del gruppo, anche EP 2 contiene cinque brani, successivamente inseriti nell'album di debutto del gruppo del 2014.
Tra le cinque tracce è presente anche Telepathy, pubblicato come doppio singolo in 45 giri insieme ad Option in occasione del Record Store Day 2012.

## Tracce
1. Frontiers – 4:01
2. Prurient – 4:06
3. Telepathy – 3:34
4. Trophy – 3:52
5. 1987 – 3:11

Tracce bonus
- Demo Seeds

1. Telepathy (Seed) – 1:01
2. Trophy (Seed) – 1:18
3. Fron†iers (Seed) – 1:21
4. Prurient (Seed 1) – 0:59
5. Prurient (Seed 2) – 0:34

- Video

1. Extended Play – 10:12

## Formazione
Gruppo
- Chino Moreno – voce
- Shaun Lopez – chitarra, tastiera
- Chuck Doom – basso, tastiera, sintetizzatore, drum machine, sequencer

Altri musicisti
- Chris Robyn – batteria
- Molly Carson – chiamata telefonica (traccia 1)

Produzione
- Shaun Lopez – produzione, ingegneria, missaggio presso i Red Bull Studios gli Henson Recording di Los Angeles
- Crosses – produzione
- Eric Broyhill – mastering
- Brendan Dekora – ingegneria parti di batteria
- Eric Stenman – ingegneria al missaggio presso i Red Bull Studios
- Kyle Stevens – ingegneria al missaggio presso gli Henson Recording

## Classifiche
| Classifica (2013)         | Posizione massima |
| ------------------------- | ----------------- |
| Stati Uniti (heatseekers) | 8                 |
| Stati Uniti (independent) | 37                |